# Pałac Peleș
Pałac Peleș (rum. Castelul Peleș) – pałac w miejscowości Sinaia w Rumunii, w dolinie potoku Peleș, u podnóży gór Bucegi. Dawna rezydencja letnia królów Rumunii, obecnie muzeum.

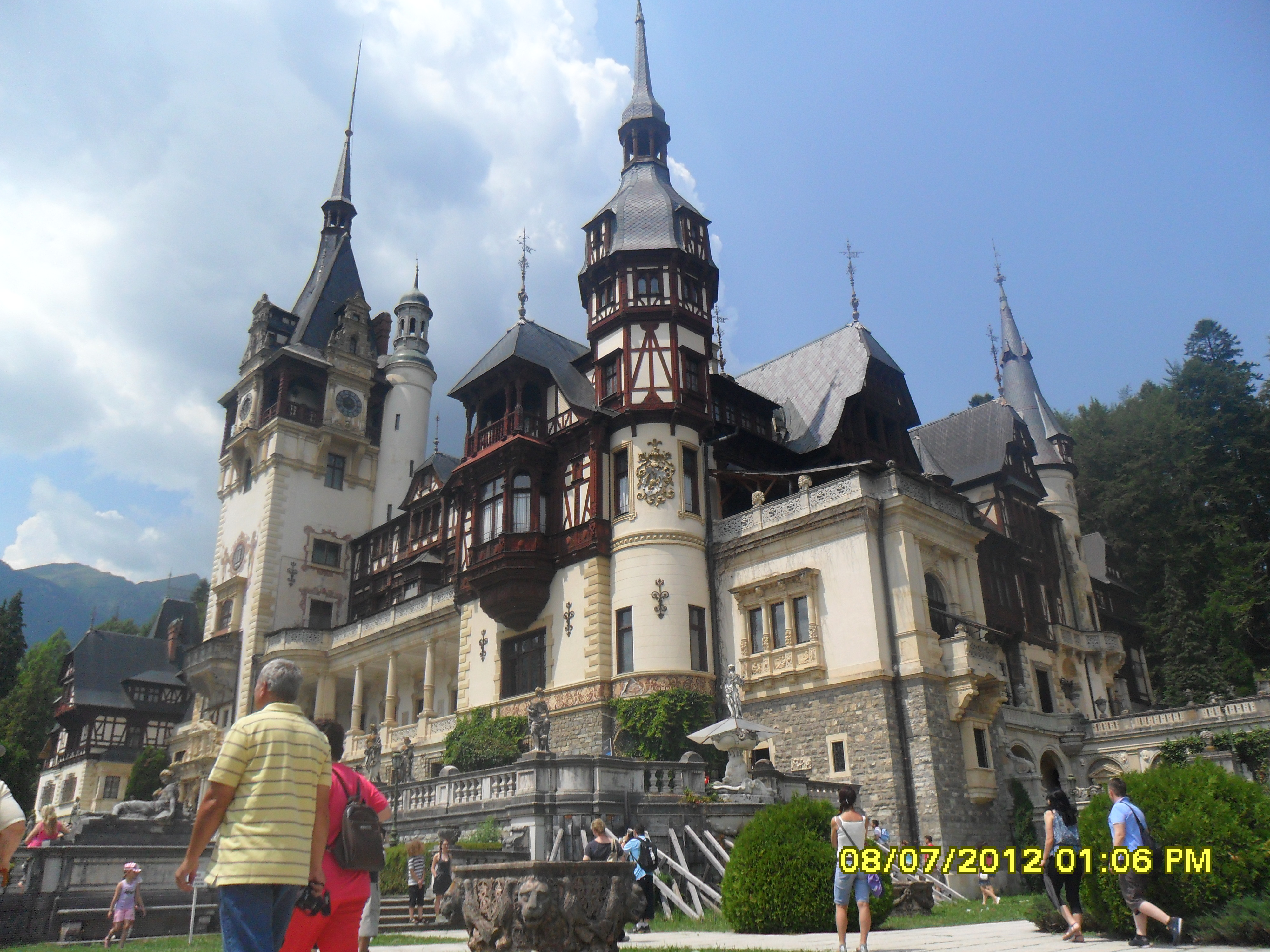
Pałac – widok z ogrodów

Wzniesiony został w latach 1873–1883 z polecenia króla Rumunii Karola I. Budowany był według planów niemieckiego architekta Wilhelma Doderera. Od 1876 r. budową kierował architekt Johannes Schultz. Uroczysta inauguracja pałacu miała miejsce 7 października 1883 r. Nad jego wystrojem, który realizowano aż do 1914 r., czuwali słynni wówczas architekci i dekoratorzy Karel Liman, J.D. Heymann z Hamburga, August Bembé z Moguncji oraz Berhard Ludwig z Wiednia. Karol I do ostatnich dni życia – zmarł 27 września 1914 – udoskonalał i upiększał swoją rezydencję. Już w 1884 roku zainstalowano prąd, zamek posiadał własny generator, a do 1897 ukończono budowę elektrowni.
Pod kierownictwem Karela Limana, który kierował pracami na zamku w latach 1896–1924 ukończono m.in. budowę wieży centralnej, na której zamontowano zegar z trzema tarczami, kaplicę królowej Elżbiety (małżonki Karola I) oraz salę koncertową. W 1906 roku oddano do użytku pokój kinowy – była to pierwsza sala kinowa w Rumunii. Po bezpotomnej śmierci Karola I tron rumuński objął jego bratanek Ferdynand I, żonaty z Marią Koburg. Ona to kontynuowała dzieło upiększania zamku i pałacowych ogrodów. Sprowadziła wiele cennych dzieł sztuki. Urządzenia mechaniczne do zamku Karola I wykonał polski wynalazca ze Lwowa Franciszek Rychnowski, który otrzymał od króla za swój wkład rumuński złoty medal zasługi Serviciu Credinciosu I klasy.
Całkowity koszt budowy po jej zakończeniu szacowano na ok. 16 mln lei w złocie, tj. ok. 120 mln USD dzisiaj.
W 1927 roku tron i rządy w Rumunii objął Michał I Rumuński. Okres jego panowania przypadł na II wojnę światową, a w 1947 roku został zmuszony do abdykacji. Pałac Peleș wraz z Pałacami Pelișor i Foișor przeszedł na własność skarbu państwa. Już w 1953 roku utworzono tu muzeum, jednak ówczesny przywódca kraju, Nicolae Ceaușescu skąpił środków na jego utrzymanie. W efekcie już w 1980 roku drewniane elementy zaatakował grzyb o nazwie stroczek domowy. Muzeum zamknięto i ewakuowano znaczną część eksponatów. Udostępniony ponownie do zwiedzania w 1990 roku, w 2006 został zwrócony prawowitemu właścicielowi Michałowi I. W zamian za odpowiednie wynagrodzenie udostępnił on ponownie Pałac Peleș i Pałac Pelișor do zwiedzania.
Muzeum prezentuje następujące kolekcje:
- kolekcję broni i zbroi liczącą ponad 4000 sztuk,
- unikatową kolekcję szkła (ok. 1500 sztuk) pochodzącego z Niemiec, Czech, Włoch, Austrii i Francji, na którą składają się kryształy, szkła kolorowe, drobno rzeźbione w sceny myśliwskie, motywy roślinne, zwierzęce, dodatkowo zdobione złotem.
- kolekcja srebra i metalu składająca się z ok. 5500 eksponatów o wysokiej wartości artystycznej i historycznej, gdyż większość z nich należała do królów i królowych rumuńskich, członków rodziny królewskiej bądź wysokich rangą osobistości. Wiele z nich wykonano na zamówienie i pochodzą z ośrodków obróbki metali w Europie, Azji, Afryce i USA. Są to głównie przedmioty użytkowe: tabakiery, ramki do zdjęć, talerze, kielichy, ale również i figurki. Umieszczono na nich sceny mitologiczne, pasterskie, historyczne.
- kolekcja zegarów – ok. 50 eksponatów, zakupionych w większości przez Karola I, który słynął z punktualności. Kolekcja obejmuje różnorakie rodzaje zegarów – poczynając od wielkich stojących, poprzez zegary ścienne, kominkowe po miniaturowe zegarki kieszonkowe. Większość pochodzi z XIX w. Najważniejszym eksponatem jest trzytarczowy zegar w wieży centralnej, bijący co 15 minut, zdobiony symbolami astralnymi.Fragment wieży centralnej z zegarem

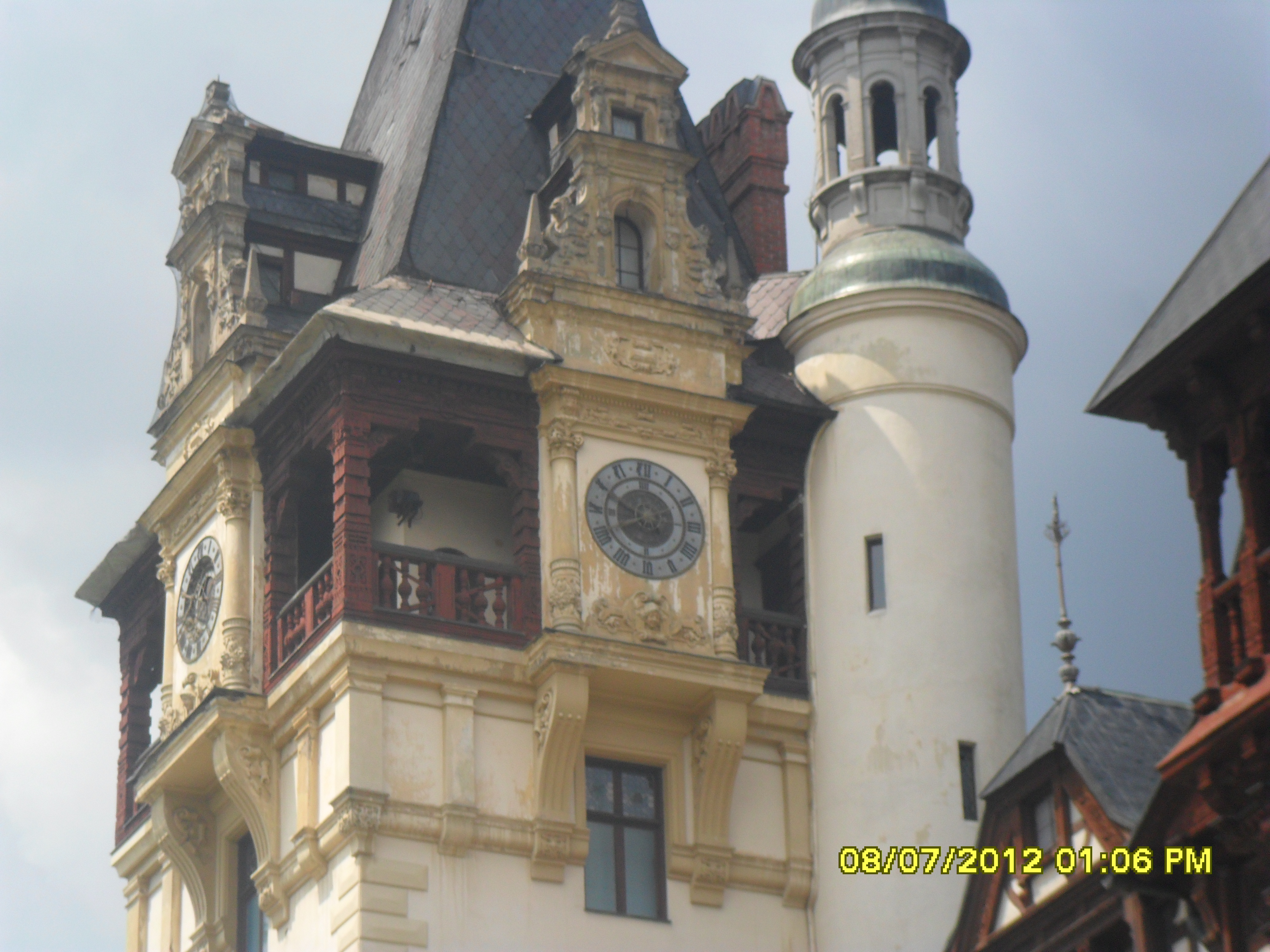
Fragment wieży centralnej z zegarem

- kolekcja witraży – 800 okien zdobionych witrażami przedstawiającymi zarówno sceny religijne (postaci świętych, sceny biblijne, ale także inspirowane sztuką Imperium Osmańskiego), jak i świeckie (portrety przodków, sceny z arystokratycznego życia, także sceny z bajek). Niektóre pochodzą z XV i zostały specjalnie sprowadzone przez Karola I.
- kolekcja rzeźby monumentalnej na zewnątrz, wypełniająca tarasy i ogród pałacowy. Niektóre rzeźby sprowadzano specjalnie z Niemiec i Włoch, pochodzą z różnych epok i przedstawiają rozmaitą tematykę – począwszy od monumentalnej fontanny przedstawiającej morskie bóstwo z dwoma satyrami, poprzez posągi Wenus, donice z owocami aż po bardziej współczesne pomniki Karola I czy też jego żony królowej Elżbiety.

## Bibliografia

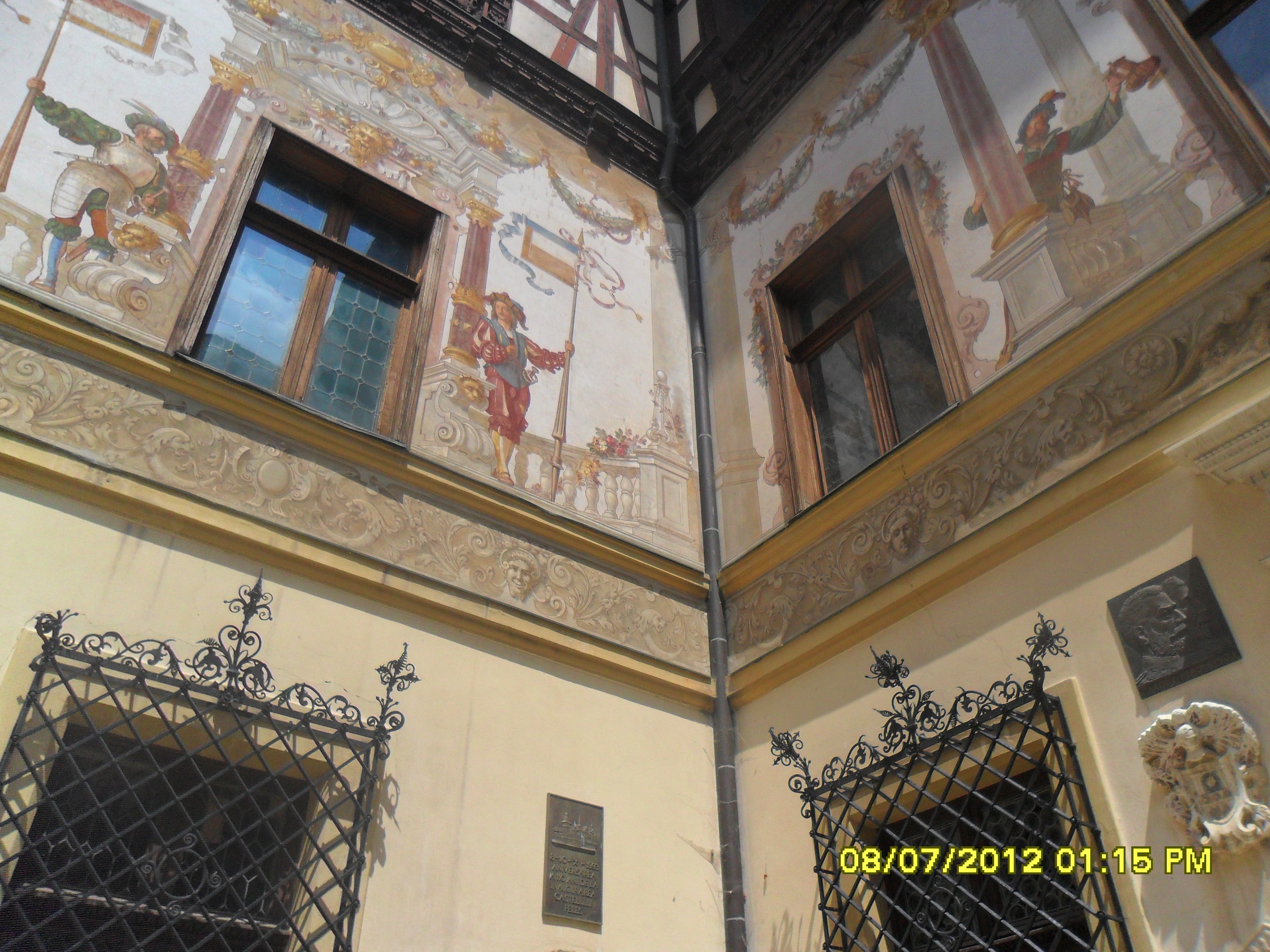
Zdobiony dziedziniec pałacowy